# Personnages de A Certain Magical Index
Personnages de l'œuvre A Certain Magical Index (Toaru Majutsu no Index).

## Personnages principaux

### Toaru Majutsu no Index
- Tôma Kamijô (上条 当麻, Kamijō Tōma, 16 ans) est un simple lycéen comme les autres qui vit dans la Cité Académique où se trouvent les espers, personnes aux pouvoirs psychiques. Tôma, lui, possède un pouvoir appelé Imagine Breaker (Briseur d'Illusion, en anglais) qui lui permet d'annuler tout pouvoir surnaturel au contact de sa main droite. Son pouvoir n'ayant pas été détecté par les appareils de la Cité, Tôma a été étiqueté Level 0. Depuis sa naissance, la malchance le poursuit sans relâche, partout où il passe car d'après les magiciens sa main droite annule aussi les protections divines, mais cela a tendance à lui amener l'attention des filles, qui compatissent à ses malheurs. Lorsque l'histoire commence, Tôma rencontre Index, une nonne de l'Église d'Anglicane, tombée sur le balcon de son appartement. Elle est pourchassée par une organisation appelée Necessarius et Tôma fera tout pour lui venir en aide.

- Index (インデックス, Indekkusu, 15 ans) est une jeune nonne de l'Église Anglicane qui possède une mémoire absolue. Elle est pourchassée par le Necessarius (une branche de l'église anglicane), puis par des magiciens ou diverses autres organisations au fur et à mesure de l'histoire parce qu'elle renferme dans sa mémoire 103 000 grimoires de magie interdite. Elle est aussi connue sous le nom d'Index Librorum Prohibitorum. Son nom de mage est Dedicatus545 signifiant L'agneau consacré protège la connaissance du fort. Au début de l'histoire, elle est vêtue d'une tenue religieuse blanche, appelée Église Ambulante, qui la protège de toutes les attaques, mais celle-ci se fait rapidement détruire par l' Imagine Breaker de Tôma. Par la suite, Index continue à la porter, mais sa tenue ne tient plus que par quelques épingles à nourrice. Très régulièrement (à cause de sa malchance), Tôma surprend la jeune fille en petite tenue (voire moins que cela), et quasi-systématiquement, Index se venge en le mordant un peu partout, lui laissant des traces en pointillés sur le corps. Un autre motif récurrent de morsure est l'attrait d'Index pour la nourriture (et les cas où elle ne peut pas en profiter). 
  - Dans le premier arc, les poursuivants d'Index, Stiyl Magnus et Kaori Kanzaki, ne cherchent pas à s'emparer des grimoires mais à la sauver. En effet, d'après l'Église Anglicane, les grimoires occupent 85 % de la mémoire d'Index, et il ne lui reste donc que 15 % pour vivre (environ une année). Ils ont donc pour mission d'effacer la mémoire d'Index une fois par an pour préserver les grimoires et la vie de leur camarade, au prix de tous les souvenirs qu'elle a de ses deux protecteurs. Lorsque Index rencontre Tôma, l'échéance est toute proche, et ce dernier cherche désespérément une autre solution pour la jeune fille, allant jusqu'à s'opposer et affronter Styil et Kaori. À court d'idées, il interroge le professeur Komoe au sujet de la mémoire absolue et de ses limites, et celle-ci lui répond qu'il existe différentes mémoires, et que des souvenirs emmagasinés n'empièteront jamais sur la mémoire quotidienne de la personne. Comprenant que l'Église Anglicane a délibérément menti sur la nécessité de purger la mémoire d'Index, il réalise que l'Église doit chercher à maintenir une emprise sur la jeune fille. Il finit par débusquer un sceau magique placé au fond de sa gorge, et le brise avec l'Imagine Breaker. La rupture du sceau déclenche l'activation du Secrétaire de Saint-Jean (StJohn's Pen mode, traduit imparfaitement dans le manga comme "crayon de Yohanan"), un système automatique de défense qui prend le contrôle du corps d'Index et qui peut exploiter les connaissances des 103000 grimoires pour protéger son porteur. Tôma parvient à persuader Stiyl et Kaori de l'aider à sauver Index, et ceux-ci mobilisent toutes leurs forces pour lui ouvrir un passage et lui permettre de détruire le Secrétaire à l'aide de l'Imagine Breaker, sauvant ainsi la vie d'Index. Malheureusement, à l'issue du combat, pour protéger Index, Tôma intercepte un reste de sortilège avec sa tête, et celui-ci lui détruit sa mémoire, le rendant amnésique. C'est également durant ce combat que le Diagramme Arborescent en orbite est détruit (un sortilège émettant un faisceau énergétique, dévié vers le haut par l'Imagine Breaker).

- Mikoto Misaka (御坂 美琴, Misaka Mikoto, 14 ans) est une étudiante du Collège Tokiwadai qui est une esper classée Level 5 (seuls 7 espers ont atteint ce niveau à la Cité Académique). Son pouvoir lui permet de manipuler l'électricité et le magnétisme. Misaka peut également utiliser des objets métalliques comme projectiles de forte puissance, en les accélérant via la force électromagnétique, d'où son surnom Railgun. Misaka peut aussi manipuler la limaille de fer dans l'air, elle peut créer un sabre qui peut trancher n'importe quelle matière ou l'allonger comme un fouet. Durant son enfance, elle était une Level 1 comme les autres mais elle a continué à faire des efforts pour ensuite devenir une Level 5. Elle adore des accessoires ou des vêtements pour les enfants, comme le pyjama fleuri et Gekota, la franchise de mascotte de grenouille populaire. Tôma la surnomme la Survoltée. 
  - Elle apparaît dans l'arc Sisters (le troisième) puis régulièrement dans les suivants. Sous prétexte que son ADN pourrait aider à soigner une maladie génétique grave, la dystrophie musculaire, des scientifiques ont récupéré des échantillons de son génome, et s'en sont servis à la place pour créer les Sisters, des clones issus de ses gènes, destinés à la base à devenir une armée. Hélas, les clones n'avaient pas la même puissance que l'original (bien qu'étant son clone, leur pouvoir est une version bien plus faible que le Railgun, les classant comme niveau 3), et elles ont été redirigées vers le projet de création du premier Esper de niveau 6. D'après les calculs du Diagramme Arborescent, le superordinateur de la Cité placé en orbite, actuellement seul un Esper de niveau 5 a le potentiel pour devenir niveau 6, et il s'agit d'Accelerator. Seulement, pour y parvenir, il doit tuer 128 fois Railgun sur 128 théâtres d'opérations différents. Mais comme il n'existe qu'un seul Railgun, les scientifiques ont pensé à utiliser les Sisters créées précédemment. Leur pouvoir étant bien plus faible, le Diagramme Arborescent a revu ses chiffres et a indiqué qu'il lui faudrait tuer 20000 Sisters sur 20000 champs de bataille. Tôma intervient durant le combat contre Accelerator et Misaka 10032 et réussit à vaincre le plus fort des Level 5.

- Accelerator (一方通行, Akuserarēta, 16 ans) est un étudiant du Lycée Nagatenjōki qui est considéré comme le meilleur des 7 espers de niveau 5 les plus puissants de la Cité Académique. Son pouvoir est le Vector Change (Changement de Vecteur, en anglais), qui lui permet de contrôler et de modifier n'importe quel vecteur qui entre en contact avec sa peau, comme le mouvement, la chaleur, l'électricité. Par défaut, son pouvoir est réglé sur inversion. Accelerator peut renvoyer n'importe quelle attaque à son adversaire, peut tordre n'importe quelle matière comme le fer ou le bras d'une personne et peut inverser la circulation du sang humain. Il peut le combiner avec sa prodigieuse capacité de calcul, pour provoquer des phénomènes complexes. Son apparence androgyne et ses cheveux blancs sont une conséquence de son pouvoir, car depuis son enfance, tous les stimuli extérieurs (dont les rayons ultraviolets) sont renvoyés et ne peuvent donc pas interagir avec son organisme.  Durant son enfance, son tuteur, Amata Kihara voulait faire des expériences dangereuses sur lui, en envoyant une troupe entière pour l'éliminer mais les participants de ces expériences ont tous été tués par le pouvoir d'Accelerator. Il est désigné en tant que sujet sur le projet Level 6 Shift comme sa capacité est unique au monde. Le meilleur super-ordinateur de la Cité Académique, appelé le Tree Diagram, a déduit qu'il faut tuer 128 espers de Level 5 pour devenir Level 6. Il existe uniquement 7 espers de Level 5 dont Accelerator et Railgun donc les scientifiques de cette expérience ont alors créé 20 000 Sisters, qui sont issues des gênes de Mikoto Misaka, dit le Railgun. Mais Misaka était contre cette expérience, elle décide d'affronter directement Accelerator mais ce fut en vain. Tôma intervient durant le combat contre Accelerator et Misaka 10032 et réussit à vaincre le plus fort des Level 5. L'expérience a été annulée, due à la défaite d'Accelerator contre un Level 0. Les délinquants saisissent cette chance pour le vaincre mais ils n'ont aucune chance face à lui. Accelerator rencontre Last Order, une jeune Misaka très bavarde et maladroite. Il devait stopper le virus implanté par Ao Amai dans le corps de Last Order, à ce moment-là, Ao lui tire une balle dans la tête, croyant qu'il est mort par son attaque. Kikyou est venue juste à temps sur les lieux pour empêcher un second tir d'Ao sur Accelerator. Ils se sont tous les deux tirés mutuellement. Accelerator utilise son dernier souffle pour emmener Kikyou et Last Order à l'hôpital avant de s'écrouler complètement. Heaven Canceler l'a sauvé du danger mais la balle a endommagé sévèrement son cerveau, ce qui le rend handicapé dans tout le corps. Ce génie de la médecine a trouvé un moyen pour le remettre sur pied, en lui accrochant un dispositif à son cou, pour ainsi faire refonctionner son corps et son pouvoir. Un mois s'est écoulé depuis sa défaite contre Tôma, alors que Musujime réussit à s'enfuir avec le Remnant, Accelerator se dresse devant elle. Musujime tente de s'enfuir désespérément mais Accelerator lui donne un coup de poing à la figure, qui l'a mise hors combat.

### Toaru Kagaku no Railgun
- Kuroko Shirai (白井 黒子, Shirai Kuroko, 13 ans), une étudiante du Collège Tokiwadai et membre de la 177e branche du Judgment, une unité spéciale pour maintenir l'ordre dans la Cité Académique, réservée uniquement aux espers. Kuroko est un Level 4. Son pouvoir est le Teleport (Téléportation, en anglais), qui lui permet de se téléporter d'elle-même et/ou ce qu'elle touche dans la limite d'un poids total d'environ 130 à 140 kg (minimum 2 personnes de poids moyen) dans un rayon d'environ 80 à 85 mètres. Elle cache des aiguilles sous sa jupe pour immobiliser ses adversaires en combinaison avec son pouvoir. Kuroko est devenue follement amoureuse de Mikoto Misaka et l'appelle toujours par Onee-sama (Grande sœur, en japonais) puisque Misaka est plus agée. Elle s'introduit discrètement dans la salle de bain lorsque Misaka se lave le corps, prend des photos assez gênantes ou des sous-vêtements d'elle. Lorsque d'autres personnes s'intéressent à elle (ses camarades de classe ou Tôma), elle est extrêmement jalouse, voire désespérée quand Misaka l'ignore complètement. Kuroko devait récupérer le Remnant mais Musujime est venue le reprendre et la blesse gravement. Elle ne voulait pas impliquer Misaka dans cette affaire et la voir pleurer une nouvelle fois mais cette dernière affronte Musujime pour ce qu'elle a fait à Kuroko. Touchée par le geste de sa Onee-sama, elle réussit à trouver la planque de Musujime et lui rend la monnaie de sa pièce. Musujime utilise son pouvoir pour faire écrouler le plafond et s'enfuir avec le Remnant. Tôma est venu pour la sauver, après d'être alerté par Misaka 10032.

- Kazari Uiharu (初春 飾利, Uiharu Kazari, 12-13 ans) est une étudiante du Collège Sakugawa et une membre de la 177e branche du Judgment et la partenaire de Kuroko. Elle est une Level 1. Son pouvoir est la Thermal Hand (Main Thermique, en anglais), qui lui permet de maintenir les choses à température ambiante. Uiharu peut maintenir l'état et la température des objets comme sa couronne de fleurs et les taiyakis. C'est une experte en informatique, comme collecter des informations, hacker un système ou repousser les hackings.

- Ruiko Saten (佐天 涙子, Saten Ruiko, 13-14 ans) est une étudiante du Collège Sakugawa et une amie d'Uiharu. Elle pense qu'Uiharu et elle ne se trouvent pas dans le même monde parce qu'elle est une Level 0, une simple humaine. Saten aime faire des blagues à Uiharu comme soulever sa jupe. Elle s'est servie d'une fois du Level Upper (Niveau Supérieur, en anglais), une musique qui permet d'amplifier les capacités psychiques de celui qui l'écoute. Son pouvoir lui permet, durant une courte durée avant de recevoir les effets secondaires, de manipuler le vent. Misaka, Kuroko et Uiharu sont parvenues à la réveiller pour avoir vaincu le responsable du Level Upper. Elle a perdu ses pouvoirs et fera tout pour devenir une esper par ses propres moyens.

## Personnages secondaires

### Étudiant(e)s de la Cité Académique

#### Étudiant(e)s du lycée Nagatenjōki,1repositiondes 5 meilleurs écoles de la Cité Académique
- Shinobu Nunotaba (布束 砥信, Nunotaba Shinobu, 17 ans) est une étudiante du Collège Nagatenjōki. Durant son enfance, elle était déjà une enfant prodige dans le domaine de biopsychologie. Elle a été embauchée par le 7e Centre des recherches médicales en tant que superviseur pour entrer des informations sur les clones Misaka, en utilisant sa machine Testament. Elle a quitté l'institut après elle poursuit ses études dans le Collège Nagatenjōki. À l'origine, Shinobu pensait que les clones Misaka étaient comme des cobayes humains mais elle a changé ses idées après avoir une conversation avec un clone qui désirait voir l'extérieur. Elle a donc décidé d'arrêter les expériences. À l'épisode 2 de l'anime To Aru Kagaku no Raigun S et au chapitre 18 du manga To Aru Kagaku no Railgun elle fait croire à un pouvoir du nom de Critical (Interrupteur de la Vie, en anglais) qui permettrai de tuer toute personne touché directement par elle, comme elle a utilisé ce stratagème pour se débarrasser de 3 Niveau 0 il est probable qu'elle n'est pas de pouvoir, ou du moins qu'il est inutile en combat.

#### Étudiantes du Collège Tokiwadai,2epositiondes 5 meilleurs écoles de la Cité Académique
- Misaki Shokuhou ( 心理掌握, Shokuhō Misaki, 14 ans) est une étudiante du Collège Tokiwadai classée 5ème esper de niveau 5. Son pouvoir lui permet de contrôler l'esprit des individus sous l'emprise de sa télécommande. Elle peut accéder aux pensées et ainsi les lire, les modifier, les effacer ou en ajouter de nouveau à sa guise, d'où son surnom de Mental Out. Elle est à la tête de la plus grande clique de Tokiwadai, ce qui lui vaut également le surnom de The Queen of Tokiwadai. Elle est très moqueuse à l'égard de Misaka, la charriant régulièrement sur la taille de sa poitrine.

- Mitsuko Kongou (婚后 光子, Kongō Mitsuko, 14 ans) est une étudiante en 2d année du Collège Tokiwadai, transférée dans le 2d dortoir des filles du Collège Tokiwadai, dans le Jardin Scolaire. Elle est confiante, vantarde, et désire devenir une Level 5 tout comme sa rivale, Kuroko. Son pouvoir est la Aero Hand (Main Aérienne, en anglais), qui lui permet, avec n'importe quel objet qu'elle touche, de créer un coup de vent très violent qui l'emporte loin d'ici. Mitsuko peut facilement mettre hors combat à ses ennemis grâce à son pouvoir. Elle possède aussi un serpent comme animal de compagnie, appelé Ekaterina. Mitsuko raconte à Maaya et Kinuho ses exploits contre ses ennemis alors que c'est Misaka, qui a tout fait le boulot. Elle est devenue très joyeuse d'avoir sauvée Misaka, se croyant très forte.

- Maaya Awatsuki (泡浮 万彬, Awatsuki Maaya, 13-14 ans) est une camarade de classe de Kuroko, qui vit dans le même dortoir que Kongou. C'est aussi une membre du club de natation. Maaya et Kinuho sont toujours ensemble et sont facilement influençables, surtout lorsque Kongou raconte ses exploits contre ses ennemis alors que c'est Misaka, qui a tout fait le boulot.

- Kinuho Wannai (湾内 絹保, Wannai Kinuho, 13-14 ans) est une camarades de classe de Kuroko, qui vit dans le même dortoir que Kongou. C'est aussi une membre du club de natation. Kinuho possède le pouvoir de contrôler l'eau et a été sauvée par Misaka d'une bande de voyous.

#### Étudiantes du Collège Kirigaoka,3epositiondes 5 meilleurs écoles de la Cité Académique
- Aisa Himegami (姫神 秋沙, Himegami Aisa, 16 ans) est une étudiante du Collège Kirigaoka, qui est transférée ensuite dans le lycée de Tôma.  Son pouvoir est le Deep Blood qui attire les vampires de façon irrésistible, et les détruit si son sang entre en contact avec eux. Sa famille, ses amis, et les habitants de son village natal, tous devenus vampires, ont été tués à cause de son pouvoir, après l'avoir mordue. Cela l'incite à aller à la Cité Académique, pour trouver une façon de se débarrasser de ses pouvoirs jusqu'à ce qu'elle rencontre l'alchimiste Aureolus Izzard. Elle coopère avec lui parce qu'il lui a dit que son sang pouvait être utilisé pour sauver la vie d'une personne, Index. Himegami a été blessée par Aureolus, voulant protéger Tôma. Après que Tôma ait réussi à battre Aureolus, elle lui demande pourquoi il l'a sauvée et il répond qu'il n'avait pas à avoir de raisons pour la sauver. Depuis cet incident, elle vit avec Tôma et Index. Elle porte désormais une croix offerte par l'église anglicane qui bloque son pouvoir magique, ce qui lui permet de vivre normalement.

- Hyouka Kazakiri (風斬 氷華, Kazakiri Hyōka, +16 ans) est une étudiante du Collège Kirigaoka, qui est transférée ensuite dans le lycée de Tôma, alors qu'en réalité, la nouvelle élève est Aisa Himegami. En réalité, elle n'est pas un être humain, mais la matérialisation des champs d'AIM de la Cité Académique.  Elle est aussi appelée The Key to the Imaginary Number District (La Clé du District i, en anglais). Ce sera la première amie d'Index dans la Cité Académique. Son pouvoir est le Counter Stop. Kazakiri peut réparer les dégâts causés à son organisme et soulever des objets extrêmement lourds. Son seul point faible est l' Imagine Breaker de Tôma, qui l'anéantirait instantanément s'il la touchait avec sa main droite.

- Awaki Musujime (結標 淡希, Musujime Awaki, 16-17 ans) est une étudiante en 2d année du Collège Kirigaoka. Elle possède aussi un pouvoir de téléportation comme Kuroko. Son pouvoir est le Move Point (Point de Mouvement, en anglais), qui lui permet de déplacer des objets d'un point A à un point B, sans avoir besoin de les toucher. Son pouvoir est bien plus puissant que celui de Kuroko, car elle peut téléporter jusqu'à environ 4 500 kg dans un rayon de 800 mètres. Cependant, en raison d'un traumatisme survenu dans son enfance, elle redoute d'utiliser ses pouvoirs sur elle-même et se sent physiquement malade chaque fois qu'elle est forcée de se téléporter elle-même. Cette crainte l'empêche de devenir une Level 5. Elle est chargée d'apporter le Remnant dans l'espace, qui permet de réparer le Tree Diagram, ce qui signifie que le projet Level 6 Shift va reprendre. Alors que Musujime réussit à s'enfuir avec le Remnant, Accelerator se dresse devant elle. D'après sa théorie, Accelerator a perdu son pouvoir le 31 août, mais il a répondu qu'il est devenu faible mais cela ne veut pas dire qu'elle est plus forte que lui. Accelerator a libéré un champ de force qui détruit tout sur son passage et Musujime s'est téléportée deux fois de suite mais subit les effets secondaires de s'être téléportée elle-même. Accelerator s'envole dans les airs, avec quatre typhons sur son dos, et lui donne un coup de poing, qui l'a mise hors combat.

#### Étudiantes du Collège Sakugawa
- Haruue Erii (春上 衿衣 Haruue Erii, 12-13 ans) est la meilleure amie d'Edasaki Banri. C'est aussi une télépathe de Level 2. Elle est très timide donc elle communique avec sa seule amie grâce à leur pouvoir commun. Finalement, Banri a été transféré et s'est promise qu'elles se rencontreraient de nouveau. Erii a une photo de Banri à l'intérieur d'un médaillon comme un rappel de son amitié avec elle. Elle s'est finalement inscrite à une école dans le 19e Secteur de la Cité Académique. Cependant, elle a commencé à entendre les appels télépathiques de Banri. Erii tente à chaque fois de la communiquer et Banri de se réveiller de son coma mais cela provoque une immersion de puissance sous forme d'un tremblement de terre, appelé le Poltergeist.  Elle a été transférée plus tard au Collège Sakugawa.

### Organisations

#### Organisations internes (Science)

##### Anti-Skill
- Aiho Yomikawa (黄泉川 愛穂, Yomikawa Aiho, +20 ans) est la prof d'EPS de Tôma. C'est une membre d'Anti-Skill, qui se charge d'apporter son aide aux habitants de la Cité Académique et d'arrêter les criminels. Elle est très dynamique et très sévère, tout le contraire de Tessou. À la suite de l'arc Last Order, c'est elle qui héberge Accelerator devenu handicapé et Last Order.

- Tsuzuri Tessou (鉄装 綴里, Tessō Tsuzuri, +20 ans) est une prof d'école primaire. C'est une membre d'Anti-Skill qui s'associe avec Aiho. Elle est très maladroite, peureuse et timide. Lorsque Tessou veut contribuer son aide, soit elle est complètement inutile comme rester derrière un blindé, lors d'une prise d'assaut ou soit elle empire les choses comme se faire attraper par un braqueur, lors d'une prise d'otages. Elle adore surtout les jeux d'arcade.

##### Houng Dog
- Amata Kihara (木原 数多, Kihara Amata, ~30 ans) est un ancien scientifique qui est maintenant le Commandant des Hound Dogs, l'unité de force de la Cité Académique. Il était l'ancien tuteur d'Accelerator cependant il l'abusait constamment dans des expériences extrêmes conçues pour l'éliminer. Ceux qui ont participé à ces expériences sont tous morts par le pouvoir d'Accelerator. Kihara s'avère être un adversaire difficile pour Accelerator à cause de sa compréhension minutieuse de ses pouvoirs, peut le frapper physiquement à plusieurs reprises et retourner même son pouvoir contre lui.

##### GROUP
- Motoharu Tsuchimikado (土御門 元春, Tsuchimikado Motoharu, 16 ans) est un camarade de classe de Tôma. En réalité, c'est un ancien membre de Necessarius, qui est devenu un agent double après s'être fait prendre. On ignore sa véritable intention mais il garde ce statut pour éviter qu'on le manipule, il a intégré l'organisation secrète de la Cité Académique, appelée GROUP. Son nom de mage est Fallere825 signifiant La Lame Traîtresse. Ancien maître du Yin et du Yang, il est également un esper de niveau zéro (il est d'ailleurs le seul exemple réussi d'un magicien/esper). Son pouvoir d'Esper se nomme auto-régénération et soigne son organisme, lui permettant d'user malgré tout de magie en réparant par la suite ce qui aurait dû être des dommages irréversibles de son corps.

##### Skill-Out
- Komaba Ritoku (駒場 利徳, Komaba Ritoku) est l'ancien leader de Skill-Out. Ritoku affronte Musujime, puis Accelerator mais ce dernier réussit à le vaincre grâce à l'aide de celle-ci. Il se suicide, tentant désespérément de faire feu sur Accelerator, c'est le renvoi qui s'est retourné contre lui.

- Hamazura Shiage (浜面 仕上, Hamazura Shiage) est l'ancien leader de Skill-Out, remplaçant Ritoku après son assassinat, durant l'opération consistant de capturer Misuzu Misaka, qui conseille aux parents de ramener leurs enfants en dehors de la Cité Académique. Les tensions entre les autorités de l'ordre de la Cité Académique (Judgment et Anti-Skill) et les perturbateurs (l'Église Catholique et Skill-Out) peuvent engendrer une guerre. Skill-Out a échoué leur tentative grâce à l'intervention d'Accelerator et de Tôma. Hamazura et Tôma s'affrontent sur le toit du Centre des recherches, et ce dernier réussit à le vaincre.

- Hattori Hanzou (服部 半蔵, Hattori Hanzō) est le leader actuel de Skill-Out après l'assassinat de Ritoku et l'absence de Hamazura.

#### Organisations externes (Magie)

##### Membres de l'Église Anglicane, branche Necessarius
- Stiyl Magnus (ステイル＝マグヌス, Suteiru Magunusu, 14 ans) est un membre de l'Église Anglicane et de sa branche magique, le Necessarius. Son nom de mage est Fortis931 signifiant Le Fort. Il est habillé d'une robe noire que porte traditionnellement les mages, fume beaucoup et possède un code barre sous l'œil droit. Il utilise la magie par le biais de runes, lui permettant de manipuler le feu, allant même jusqu'à invoquer un monstre de feu, appelé Innocentius, aussi connu comme le Roi des chasseurs de sorcières. Stiyl est venu pour reprendre Index, blessée au dos, qui est allongée sur le sol devant l'appartement de Tôma mais Tôma l'affronte en duel et réussit à le battre. Stiyl doit d'abord placer des runes sur l'endroit indiqué pour qu'il puisse l'invoquer. Tant que les runes sont toujours actifs, Innocentius peut se régénérer à volonté et ne peut se déplacer librement qu'à une zone limitée où les runes ont été placés. Malgré son apparence et sa taille, il a le même âge qu'Index donc il a tendance à tutoyer ses aînés comme Kanzaki et Kamijô.

- Kaori Kanzaki (神裂 火織, Kanzaki Kaori, 18 ans) est la papesse de l'Église Amukusa, devenue désormais une membre de Necessarius. Son nom de mage est Salvare000 signifiant Soyez le salut de ceux qui ne peuvent être sauvés. Habituellement, elle est habillée d'un simple T-shirt blanc et d'un jean bleu dont la partie droite est coupée jusqu'à son bassin mais parfois elle met par-dessus son haut un gilet bleu sans manches. Kaori se bat à l'aide d'un long sabre (un nodachi), et de sept fils presque invisibles, appelés Nanasen (les sept cieux). Elle peut également exécuter des rituels magiques pour se renforcer à l'aide de ces fils. Elle est une des vingt Saints et possède donc des capacités bien supérieures à un humain, qu'il soit mage ou esper.

- Sherry Cromwell (シェリー＝クロムウェル, Sherī Kuromuweru, +18 ans) est une ancienne membre de l'Église Anglicane et de Necessarius. Son nom de mage est Intimus115 signifiant J'offre tout à mon ami perdu. Elle est habillée d'une robe style gothic et utilise le pastel à l'huile ou la craie pour invoquer un golem géant, appelé Ellis. Sherry avait l'intention d'éliminer tous les espers pour venger Ellis, son meilleur ami, qui fut impliqué il y a vingt ans, dans une expérience illégale ayant pour but d'enseigner la magie à un esper. L'expérience fut un échec, Ellis mourut d'hémorragies cérébrales multiples lorsqu'il tenta d'utiliser la magie, ce qui poussa Sherry à la vengeance. Vaincue par Tôma, elle est appréhendée par les Anti-Skills, puis renvoyée au Necessarius.

- Laura Stuart (ローラ＝スチュアート, Rōra Suchuāto, +18 ans) est l'archevêque de l'église anglicane. Elle est toujours habillée d'une robe rose, accompagnée d'un parapluie pour se couvrir du soleil. Laura fait semblant d'être irresponsable et souriante, mais derrière son visage, c'est une femme très calculatrice et froide. Sa particularité la plus visible sont ses cheveux blonds de plus de 2,5 mètres de long : lorsqu'elle n'est pas occupée à en prendre soin, elle se coiffe de façon à les replier une ou deux fois dans son dos.

- Orsola Aquinas (オルソラ＝アクィナス, Orusora Akwinasu, +18 ans) est une nonne affiliée à l'Église Catholique. Elle aurait réussi à décrypter le Livre de la Loi, un grimoire qui contient une magie très dangereuse, afin de le détruire. Craignant pour sa vie, elle demande de l'aide à l'Église Amakusa mais finit par douter de leur confiance, pensant qu'ils convoitent les pouvoirs du grimoire. Mais en réalité, l'Église Amakusa veut la protéger de l'Église Catholique qui demande de l'aide à l'Église Anglicane dans le seul but de récupérer Orsola et de la tuer.On apprend plus tard que la méthode d'Orsola pour déchiffrer le grimoire, n'était pas bonne. Elle finit par rejoindre Necessarius et rencontre une nouvelle fois Tôma et Index, en Italie. L'Église Catholique essaye à nouveau de la tuer mais Tôma la protège de ses ravisseurs.

##### Membres de l'Église Amakusa
- Saiji Tatemiya (建宮 斎字, Tatemiya Saiji, +18 ans) est le pape de l'Église Amakusa qui remplace la prêtesse Kaori Kanzaki et ensuite un membre indépendant de Necessarius. Il a des cheveux noirs et un sens unique de mode, qui inclut une chemise surdimensionnée et des longs lacets de chaussure d'un mètre. Saiji est un expert dans l'Amakusa-style combattant et porte un Flamberge de 180 centimètres de long.

##### Membres de l'Église Catholique
- Biagio Busoni (ビアージオ＝ブゾーニ, Biājio Buzōni, ~40 ans) est un évêque de l'Église Catholique. Il peut diriger 1000 hommes à son commandement et tente d'anéantir la Cité Académique à l'aide de la Reine Adriatique. Son pouvoir lui permet de manipuler les croix à sa guise. Biagio affronte Tôma, pensant que sa dernière attaque l'a achevé, retourne à son poste pour activer l'arme destructrice. Agnese se sacrifie pour stopper la machine mais Tôma la sauve et réussit à vaincre Biagio.

- Ridovia Lorenzetti (リドヴィア＝ロレンツェッティ, Ridovia Rorentsetti, ~30 ans) est une membre de l'Église Catholique, précédemment appelé Lidvia Lorenzetti, aussi connue sous le nom de Shrove Tuesday (Mardis Gras, en anglais). Elle est catholique née au Vatican. Lidvia est dans une position très haute, mais n'a jamais essayé de viser plus haut. Au lieu de cela, elle veut tout faire pour répandre l'évangile dans le monde. Comme une récompense, le pape lui-même spécialement lui a donné un personnel de platine qui est décorée avec de la soie, mais elle a immédiatement vendu sans penser à financer ses voyages. Ceux qui ont été sauvés par Lidvia, et qui veulent sauver encore plus de gens, sont des génies qui n'avaient jamais vu la lumière du jour, et la plupart d'entre eux étaient des gens comme des criminels et des croyants culte. Pour répandre la Parole de Dieu, elle va convertir les habitants de la Cité Académique à devenir des membres de l'Église Catholique à l'aide du Croce di Pietro (Croix du St Pierre). Lidvia a engagé Oriana Thomson pour trouver l'emplacement idéal à ciel ouvert pour que le rayonnement du soleil frappe la Croce di Pietro au moment où St Pierre est mort sur sa croix. Elle a été capturée par l'Église Anglicane et enfermée dans la Tour de l'Horloge à Londres.

- Aureolus Izzard (アウレオルス＝イザード, Aureorusu Izādo, +18 ans) est un membre de l'Église Catholique, devenu désormais un membre de l'Église Anglicane. Son nom de mage est Honos628 signifiant Mon honneur est pour le monde. C'est le descendant de Paracelsus, qui était l'alchimiste le plus populaire à son époque.  Il a décidé de suivre les traces de ses ancêtres et de devenir un alchimiste. Trois ans avant le début de l'anime, Aureolus était chargé de décoder et d'écrire les grimoires. Cependant, l'Église Catholique ne voulait se servir de ses grimoires comme atouts contre autres croyances. Aureolus s'en alla de son propre chef et rejoint l'Église Anglicane. Sa mission était d'effacer la mémoire d'Index et de préserver les grimoires. Il rencontre plus tard Aisa Himegamo, en étant conscient de sa capacité, lui offre une proposition pour qu'elle utilise son pouvoir afin de sauver une personne. Cette personne n'est autre qu'Index. En échange, Aureolus trouve un moyen d'enlever le pouvoir d'Himegami. Son pouvoir est l'Ars Magna, qui lui permet de penser à quoi que ce soit pour que cela devienne réalité. Cependant, il faut une grande concentration pour que cela fonctionne correctement sinon sa magie retourne contre lui. C'est la raison qu'il utilise des aiguilles en se poignardant à son cou pour lui permettre de se concentrer. Après avoir atteint la concentration suffisante, Aureolus doit exprimer verbalement une commande pour lancer les effets qu'il désire. Tôma et Stiyl confronte Aureolus. Ce dernier attaque Himegami comme elle est devenue inutile pour lui mais elle est sauvée par Tôma. Tôma lui demande pourquoi avoir besoin du pouvoir d'Himegami pour attirer les vampires jusqu'ici alors que le pouvoir d'Aureolus peut exaucer n'importe quoi. Il lui coupe ensuite son bras droit mais Tôma continue d'avancer. Aureolus le considère comme un monstre parce que toutes les attaques ne marchent pas contre lui alors qu'il n'a plus son bras droit. Le problème, venant d'Aureolus lui-même, c'est que sa peur a fait de Tôma complètement invincible mais son bras droit s'est changé en une tête de dragon et l'attaque de plein fouet. Cela devient donc difficile à croire que c'est l'œuvre du pouvoir d'Aureolus puisqu'il est incapable de se concentrer dans son état, à moins qu'Aureolus a une imagination débordante d'idées. Aureolus a perdu sa magie et ses mémoires et Stiyl lui a permis de vivre en changeant son apparence. Aureolus est officiellement considéré mort mais on ignore complètement sa position exacte pour le moment.

##### Membres de l'Église Catholique, groupe d'Agnese
- Agnese Sanctis (アニェーゼ＝サンクティス, Anyēze Sankutisu, ~14 ans) est une membre de l'Église Catholique, devenue désormais une membre indépendante de Necessarius. Elle a des cheveux rouges et porte des chaussures à semelles compensées pour indemniser de sa petite stature. Agnese exerce un personnel, lorsqu'elle l'endommage, cela retourne vers l'adversaire, appelé la Baguette magique de Lotus. Elle a demandé l'aide de l'Église Anglicane, sous prétexte que l'Église Amakusa veut la connaissance du grimoire qu'Orsola ait pu réussi à décrypter. En réalité, sa mission, confiée par l'Église Catholique, était d'éliminer Orsola pour éviter qu'elle ne dise les secrets contenus dans le grimoire. Agnese veut reprendre sa revanche contre Tôma mais elle croise Tôma et Orsola à bord de la Reine Adriatique, une flotte d'innombrables navires de glace, permettant d'éradiquer une ville entière. L'Église Catholique tente de détruire la Cité Académique. Elle conclut un marché avec Tôma et Orsola pour les laisser s'échapper mais ils devront sauver Lucia et Angelene. Pendant ce temps, Agnese se dirige vers le navire amiral pour faire diversion afin de les laisser le temps de s'échapper.

- Lucia (ルチア, Ruchia, ~14 ans) est une membre de l'Église Catholique, devenue désormais une membre indépendante de Necessarius. C'est une grande femme avec des longs cheveux blonds et des yeux bleus. Lucia utilise une grande roue de chariot, appelée Catherine Wheel, basée sur la légende de Catherine d'Alexandrie. Elle a une nature sérieuse et n'aime pas beaucoup les non-croyants. Elle peut la faire éclater, et des projectiles de morceaux de bois blessent ses adversaires et peut la remettre à sa forme originale.

- Angelene (アンジェレネ, Anjerene, 12-14 ans) est une membre de l'Église Catholique, devenue désormais une membre indépendante de Necessarius. Elle est très timide, quoique sa personnalité puisse de temps en temps être enfantine ou sérieuse. Sa magie tourne autour de quatre sacs qu'elle emmène, qui est basé sur l'Apôtre Matthew. Chaque sac est basé sur les quatre éléments (l'Eau, le Feu, le Vent et la Terre) et Angelene les utilise comme projectiles sur ses adversaires. Elle a une passion pour les sucreries et des boissons sucrées.

##### Membres de l'Église Catholique, branche God's Right Seat
- Vento of the Front (前方のヴェント, Zenpō no Vento, 16-18 ans) est une membre de l'Église Catholique et du God's Right Seat. Bénie avec la nature de la Flamme de Dieu et aligné à l'Archange Uriel. Son pouvoir est le God's Divine Punishment (Châtiment Divin, en anglais), qui lui permet d'emporter la conscience de quelqu'un vers elle. Durant son enfance, elle est allée avec son frère au parc d'attractions dans lequel un accident s'est produit et son frère est mort, ainsi elle a grandi avec une haine profonde contre la science et la technologie. Les médecins n'avaient plus qu'une seule pochette de sang donc ne pouvaient sauver qu'une seule personne. Son frère demanda alors aux médecins de faire tout pour sauver sa sœur. Elle a reçu l'ordre du pape de tuer Tôma mais celui-ci lui dit qu'elle ne doit pas gâcher sa vie sinon la mort de son frère serait vain. Tôma réussit alors à la vaincre. Les percings sur son visage représentent les clous qui ont percé le Fils de Dieu et le marteau qu'elle porte représente le marteau qui l'a cloué sur la croix.

- Terra of the Left (左方のテッラ, Sahō no Terra, +18 ans) est un membre de l'Église Catholique et du God's Right Seat. Béni avec la nature de la Médecine de Dieu et aligné à l'Archange Raphael. Son pouvoir est l' Execution of Light (Exécution de la Lumière, en anglais), qui lui permet de manipuler la hiérarchie tout autour de lui. Il semble qu'il savait quelque chose sur Tôma Kamijô.

- Acqua of the Back (後方のアックア, Kōhō no Akkua, +18 ans) est un membre de l'Église Catholique et du God's Right Seat. Béni avec la nature de la Puissance de Dieu et aligné à l'Archange Gabriel. Son pouvoir, Divine Mother's Mercy (la Miséricorde de la Divine Mère, en anglais) lui permet d'annuler les dettes de certains charmes spéciaux pour qu'il puisse exécuter des charmes puissants dans des conditions inaptes. Son nom de mage est Flere210 signifiant Celui qui change la raison de larmes. Son vrai nom est William Orville. Il était autrefois un mercenaire pour l'Église Anglicane, mais a changé plus tard sa religion et a rejoint le God's Right Seat. Il est aussi le seul qui n'ignore pas les avis du Pape.  Il fait partie des 20 Saints, donc il est aussi doté de capacités surhumaines.

- Fiamma of the Right (右方のフィアンマ, Uhō no Fiamma, 16-18 ans) est un membre de l'Église Catholique et le leader du God's Right Seat. Béni avec la nature du Respect de Dieu et aligné à l'Archange Michael. Son pouvoir est le Holy Right (le Droit Saint, en anglais), qui ne peut pas être utilisé à son potentiel complet pour l'instant. Pour faire ainsi, il pense qu'Index tient la réponse à son dilemme et que la main droite de Tôma est une des clés pour sortir le potentiel complet du Holy Right.

##### Membres Indépendants (dits libres)
- Oriana Thomson (オリアナ＝トムソン, Oriana Tomuson, +18 ans) est une sorcière blonde d'origine anglaise qui travaille comme mercenaire. Son nom de mage est Basis104 signifiant Celui qui porte la base. Elle apparaît d'abord pendant le Festival Sportif de la Cité Académique, où elle a été embauchée par Lidvia pour une mission spéciale de reprendre la ville. Oriana est ensuite embauchée par Necessarius pour les aider à examiner la source de l'explosion de Tunnel d'Euro.

### Autres Personnages

#### Familles et Proches
- Touya Kamijô (上条 刀夜, Kamijō Tōya, +30 ans) est le père de Tôma. Il voyage beaucoup dans le monde et ramène tout le temps des porte-bonheurs à Tôma pour que sa malchance disparaisse un jour. On peut en conclure que son père ne passe pas beaucoup de temps avec sa famille donc Touya décide d'emmener sa famille à la plage. Tôma est surpris que sa famille et ses amis se comportent bizarrement et que leurs personnalités ont été inversées. Kaori Kanzaki, Motoharu Tsuchimikado, Sasha Kreutzev et Tôma Kamijô sont les seuls, parmi tout le monde, qui n'ont pas été infectés par l' Angel Fall (Chute de l'Ange, en anglais). Tôma sait désormais que son père est le responsable de cette malédiction et pratique l'occulte grâce à la révélation de Motoharu Tsuchimikado. Touya voulait tout simplement que son fils soit heureux, c'est la raison qu'il l'emmène à la Cité Académique mais Tôma était content d'avoir ses amis à ses côtés. Touya n'était pas en courant de l' Angel Fall et l'a créé involontairement donc seul sa mémoire a été infecté. Il faut détruire le lieu du rituel ou tuer le responsable pour annuler la malédiction mais le temps est compté avant qu'elle soit complètement achevé, donc impossible de l'annuler.

- Shiina Kamijô (上条 詩菜, Kamijō Shīna, +30 ans) est la mère de Tôma. Tôma réprimande Shiina telle qu'elle apparaît en Index en raison des effets de l' Angel Fall et veut éviter à son père d'approcher trop d'Index. Shiina dit souvent des choses d'une manière indirecte et polie, ce qui rend le contraste entre son mari et elle encore plus grand. Elle dégage une aura très malfaisante lorsque Touya regarde les femmes. Cela est attesté par son tic verbal, Ara, ara, et se trouve souvent sur les personnages qui sont distinguées dans la culture populaire japonaise.

- Otohime Tatsugami (竜神 乙姫, Tatsugami Otohime, ~12 ans) est la cousine de Tôma. Lors de  l' Angel Fall, Tôma rencontre sa cousine sous l'apparence de Mikoto Misaka et pensait que toute la famille lui faisait une blague. Elle l'appelle Onii-chan (Grand frère, en japonais) parce que c'est une forme de politesse pour adresser à son ainé. Tôma saisit son portable et voit une photo d'Otohime en sa compagnie prise lors du Nouvel An.

- Misuzu Misaka (御坂 美鈴, Misaka Misuzu, +30 ans) est la mère de Mikoto et la représentante des élèves de la Cité Académique. Sa fille critique souvent sa mère parce qu'elle agit de manière immature et irresponsable. Elle est complètement à l'opposé de la nature de sa fille. Misuzu semble très jeune et de ce fait, beaucoup de gens supposent qu'elle est la sœur aînée de Mikoto et sont très choqués quand ils apprennent la vérité. Kuroko saute sur l'occasion puisqu'elle ressemble beaucoup à Mikoto mais celle-ci garde un œil sur elle pour éviter qu'elle fasse des bêtises.

- Aogami Pierce (青髪 ピアス, Aogami Piasu, 16 ans) est le camarade de classe de Tôma. Aogami, Tôma et Motoharu forment le Trio des idiots. La raison, c'est que deux d'entre eux sont des Level 0, mais en plus de ça, ces trois-là doivent rattraper leurs cours donc sont souvent en retenue. Malgré cela, Aogami est le délégué de classe de Tôma et de Motoharu. Sa connaissance otaku est inégalée et il a un fétiche pour à peu près n'importe quelle sorte de fille, utilisant facilement plus que la moitié d'une page de dengeki bunko en décrivant son type préféré de fille. Il est aussi très agile et rapide, comme indiqué quand il peut éviter beaucoup d'attaques d'esper dans le premier match de Daihaseisai.

- Maika Tsuchimikado (土御門 舞夏, Tsuchimikado Maika, 14 ans) est la sœur cadette de Motoharu. Elle travaille en tant que domestique, apporte son aide aux étudiantes du Collège Tokiwadai, surtout à Mikoto et à l'immeuble où vit Tôma et Index. Elle n'a pas de pouvoir en particulier. En dehors du collège, elle est toujours assise sur un robot de ménage, et aussi elle a un certain goût pour les mangas avec des tournures romantiques assez étranges.

- Fukiyose Seiri (吹寄 制理, Fukiyose Seiri, 16 ans) est la camarade de classe de Tôma. Elle joue souvent le rôle du délégué de classe, même si c'est Aogami qui a été désigné en tant que représentant de la classe. C'est aussi la meilleure amie d'Himegami. Pendant le festival sportif, Fukiyose est l'organisatrice, responsable de l'équipe représentant de son lycée et arbitre dans plusieurs épreuves sportives. Elle est victime d'un sort-piège lancée par Oriana lorsqu'elle a arrêté le match en voyant Tôma et Motoharu se faufilant dans une équipe d'un autre lycée, qui opposait celui du collège Tokiwadai où se trouvait Mikoto.

#### Professeurs
- Komoe Tsukuyomi (月詠 小萌, Tsukuyomi Komoe,32 ans) est l'enseignante de Tôma. Cela peut paraître bizarre de voir une petite fille faire les cours mais en réalité, c'est une adulte, qui adore boire de l'alcool et fumer des cigarettes, ce qui contredit son attitude envers ses élèves. Elle enseigne à ses élèves sur les études des pouvoirs des espers comme la Personal Reality (Réalité en soi, en anglais).

#### Scientifiques
- Ao Amai (天井 亜雄, Amai Ao, +20 ans) est un ancien chercheur sur le projet Radio Noise Sisters, qui consiste à créer des clones issus des gènes de Mikoto Misaka, le Railgun. Ao a espéré que le projet Level 6 Shift serait un succès comme il avait investi beaucoup d'argent mais le projet échoue en raison de l'intervention de Tôma, ce qui l'a complètement ruiné. Il a rejoint une organisation rivale à l'extérieur de la Cité Académique en donnant des données secrètes et il implante un programme viral dans le corps de Last Order. Cependant, Accelerator réussit à le détruire temporairement en supprimant sa mémoire durant cette semaine, avant qu'Ao ait installé le virus. Ao profite de cette ouverture pour lui tirer une balle dans la tête mais Accelerator ait survécu. Avant qu'il n'ait l'occasion d'en finir encore une fois avec Accelerator, Kikyou est venue à temps et lui tire une balle en plein cœur.

- Kikyou Yoshikawa (芳川 桔梗, Yoshikawa Kikyō, +20 ans) est une chercheuse, qui est chargée du projet Level 6 Shift (Changement du Niveau 6, en anglais). Après que le projet fut arrêté, elle a créé un vaccin contre le programme viral qu'Ao a mis dans Last Order. Kikyou fut blessée par Ao pour protéger Accelerator et Last Order mais ensuite, a été sauvée par Accelerator avant qu'il ne s'écroule devant l'hôpital. Accelerator lui devait la vie pour l'avoir sauvé dans le passé.

- Harumi Kiyama (木山 春生, Kiyama Harumi, ~30 ans) est une scientifique, qui se déshabille devant tout le monde lorsqu'il fait trop chaud ou lorsque ses vêtements sont mouillés ou sont tachés. C'est la créatrice du Level Upper (Niveau Supérieur, en anglais) qui fonctionne comme un réseau informatique pour connecter les esprits des espers qui l'utilisent. Kiyama peut contrôler les pouvoirs d'un nombre total de 10 000 espers mais Misaka a réussi à la vaincre. Son objectif est d'utiliser ce réseau humain à grande échelle pour sauver ses élèves, les Child Error, qui ont été utilisés dans une expérience inhumaine et qui sont tombés dans un profond coma. Elle a recouru à de telles mesures extrêmes parce que l'administration de la Cité Académique refuse de lui permettre d'utiliser le Tree Diagram pour trouver un remède. Cependant, quand le réseau est hors de contrôle, une créature ressemblant à un fœtus se forme, connue comme le AIM Burst. Misaka et Uiharu réussissent à la convaincre pour ses élèves pour trouver un moyen d'arrêter le AIM Burst. Après que Kiyama fut arrêtée par l'Anti-Skill, elle promet à Misaka de trouver une autre solution pour les sauver. Après cet événement, elle est libérée de prison et travaille avec Heaven Canceler pour leur trouver un remède. Chaque fois qu'ils sont près du réveil, leur surcharge de pouvoirs cause une sorte de séisme dans la Cité Académique, ce qu'on appelle le Poltergeist. Avec l'aide de Misaka et de ses amis, elle trouve finalement un remède pour réveiller ses élèves.

- Gensei Kihara (木原 幻生, Kihara Gensei, ~60 ans) est un scientifique dans la neurologie et aussi l'ancien patron de Kiyama. C'est un vieil homme très sympathique, mais au-dessous de ce mensonge de façade, qui n'a aucune pitié d'utiliser des vies humaines, tout au nom de la science. Il est chargé d'une expérience pour tester les pouvoirs des Child Error mais ce fut un échec, qui laisse les élèves de Kiyama dans un profond coma. L'expérience sur les Child Error a été masquée pour éviter que la rumeur se propage dans la Cité Académique. Il est révélé que cette expérience faisait partie d'un projet, qui aboutira à créer un Level 6. Il s'est servi de sa propre petite-fille, Therestina Kihara Lifeline, pour créer l' Essence d'Esper Cristalisée.

#### Clones de Misaka, les Sisters
- Misaka 9982 (ミサカ9982号, Misaka Kyūsen Kyūhyaku Hachijūni-gō, 14-15 ans) est la Misaka que rencontre Railgun pour la première fois. Elle apparaît dans Toaru Kagaku no Railgun S dont l'histoire se passe bien avant celle de Toaru Majutsu no Index. Elle est décédée et tuée par Accelerator dans le projet Level 6 Shift.

- Misaka 10031 (ミサカ10031号, Misaka Ichiman Sanjūichi-gō, 14-15 ans) est la Misaka que rencontre Tôma pour la première fois. Elle est l'antécédente de Misaka 10032 donc celle-ci a reçu ses caractères morales et ses mémoires. Misaka 10031 a été ensuite tuée par Accelerator et Tôma a vu son cadavre dans un étroit passage de la ruelle. Par la suite, il appelle l'Anti-Skill mais le corps de Misaka 10031 s'est complètement volatilisé. Tôma continue son chemin et rencontre plusieurs Sisters. Il comprit alors qu'elles ont été créées dans un but précis.

- Misaka 10032 (ミサカ10032号, Misaka Ichiman Sanjūni-gō, 14-15 ans) est la Misaka la plus vue dans la série parmi les Sisters. On la connaît pour avoir un petit faible pour les chats, tandis qu'elle a un chaton noir favori. Misaka 10032 était la dernière cible d'Accelerator dans le projet Level 6 Shift, mais Tôma est intervenu et a réussi à le vaincre. Embarrassée, elle lui demande pourquoi il lui a sauvé la vie puisqu'elle peut être recréer de nombreuses fois, à qui il a répondu que bien qu'elle soit un clone, c'est quand même une personne comme les autres. Ses mots l'affectent tellement qu'elle et les Sisters décident d'aider Tôma pendant son combat contre Accelerator. Après que l'expérience sur le projet Level 6 Shift a été annulée, elle était une des dix Sisters pour rester dans la Cité Académique tandis que le reste est allé à l'étranger pour le traitement. Elle tombe amoureuse plus tard de Tôma et reçoit un collier de cœur de sa part.

- Last Order (打ち止め, Rasuto Ōdā, +10 ans), connue comme Misaka 20001, qui est l'administratice du Réseau Misaka. Si elle parvenait à mourir, tous les Sisters mourront. Elle n'est pas conçue pour fonctionner indépendamment et se trouve à l'intérieur d'un conteneur. Last Order a observé Accelerator durant l'expérience, posant une théorie qu'en réalité qu'il n'a pas voulu faire le projet Level 6 Shift. Si le projet consistait seulement à tuer 20 000 Sisters, Accelerator ne perdrait pas son temps à discuter avec eux. Accelerator voulait les terroriser pour qu'elles évitent le combat avec lui mais cela n'a pas marché. Son nom est écrit comme Uchidome, signifiant la Fin. Accelerator rencontre Last Order quand elle le suit jusqu'à son appartement après avoir éradiqué une bande de voyous, qui ont entendu parler de sa défaite contre un Level 0. Ao Amai a installé un virus dans le réseau Misaka dans Last Order donc elle peut infecter directement les 10 000 Sisters restantes qui vont s'en prendre aux habitants de la Cité Académique. Accelerator réussit à l'arrêter, mais a été blessé par Ao alors qu'il était en train d'éradiquer le virus temporellement. Accelerator et Last Order sont mis sous la garde d'Aiho après cet incident. Accelerator fait tout ce qu'il peut pour la protéger puisqu'elle est la première personne dans sa vie qui a demandé son aide. Partout dans l'histoire, elle reste avec Accelerator et a été impliquée dans des situations très dangereuses. Après la confrontation d'Accelerator avec Aiwass, elle est dans une situation critique. Cependant, Accelerator l'emmène en Russie pour trouver Index, qui peut la guérir complètement.

#### Représentants d'administration
- Therestina Kihara Lifeline (テレスティーナ・木原・ライフライン, Teresutīna Kihara Raifurain, ~30 ans) est la capitaine d'Unité de Sauvetage, MAR.  Elle est chargée de régler les problèmes comme le Poltergeist, une suite de séismes générée inconsciemment par des espers. En réalité, c'est la petite-fille de Gensei Kihara et le First Sample (Premier Sujet, en anglais) dans l'expérience sur l' Essence d'Esper Cristalisée. C'est une femme très gentille mais ce n'est qu'une façade comme son grand-père. Elle utilise une Power Armor (Armure de Puissance, en anglais) de type HsPS-15, créée par des scientifiques de la Cité Académique comme le reste de l'équipe du MAR. La sienne est peinte en Camo Rose, qui est équipé d'un Milkor MGL et d'une lance infligeant deux fois plus qu'un railgun. C'est la créatrice de la Capacity Down (Chute de la Capacité, en anglais), une musique aigüe qui empêche les espers d'utiliser leurs pouvoirs correctement. Le gang Big Spider s'est servi de la Capacity Down afin qu'il teste le prototype sans que Therestina ne se salisse les mains. Son objectif est d'utiliser les Child Error pour que leur pouvoir ne fasse qu'un avec Erii afin de l'élever vers le Level 6, avec l' Essence d'Esper Cristalisée. Cependant, ses plans seront contrecarrés par Misaka et ses amis.

- Heaven Canceler (冥土帰し, Hevun Kyanserā, ~60 ans) est un médecin exceptionnellement doué et bienveillant, qui peut guérir n'importe quelle blessure et n'importe quelle maladie. Tôma le surnomme le Docteur au visage grenouille et Misaka croit voir Gekota en personne lors de sa première rencontre avec lui. Il est seulement incapable de guérir des blessures concernant le cerveau, comme l'amnésie de Tôma et la capacité de calcul d'Accelerator. Cependant, il a pu configurer les pouvoirs d'Accelerator avec le support du réseau Misaka. Heaven Canceler a beaucoup d'influences dans la Cité Académique comme il arrive d'être une connaissance du Directeur général de la Cité Académique, Aleister Crowley. Il gère les machines qui prolongent la durée de vie d'Aleister, en supportant toujours la base de la ville elle-même. Le docteur a suivi le Serment d'Hippocrate fidèlement et aide quelqu'un peu importe son identité ou son origine. Son nom est écrit comme Meido-Gaeshi, signifiant le Retourneur de Vie d'Outre-tombe.

#### Conseil d'administration
- Aleister Crowley (アレイスター・クロウリー, Areisutā Kurourī, biologiquement +60 ans) était autrefois le magicien le plus puissant dans l'histoire magique moderne, où plus la moitié de tous les magiciens modernes sont affectés selon les théories établies de cet homme. Il est mort en 1947 mais en réalité, il a simulé sa mort et s'est caché au Japon. Durant son voyage, il a rencontré un docteur, appelé Heaven Canceler. Plusieurs années plus tard, Aleister, Heaven Canceler et plusieurs individus puissants ont combiné leurs ressources et influences pour créer une ville dont la science et la technologique sont bien plus avancées aux autres pays, la Cité Académique. Quelques magiciens savent qu'Aleister est toujours vivant. Il s'intéresse désormais à la science, sur les études des pouvoirs des espers. Aleister se trouve à l'intérieur d'un tube géant en verre, qui est soutenu par des machines faites par Heaven Canceler, qui peuvent prolonger sa durée de vie et réside dans une un bâtiment, appelé The Windowless Building (La Maison sans Fenêtre, en anglais).